# Discographie de John Frusciante
La discographie de John Frusciante compte huit albums avec les Red Hot Chili Peppers, onze albums en solo, deux albums avec son groupe Ataxia et de nombreuses collaborations.
Après avoir intégré les Red Hot Chili Peppers en 1988, Frusciante enregistre son premier album avec le groupe, Mother's Milk. Après le succès international que lui procure l'album Blood Sugar Sex Magik, Frusciante quitte le groupe une première fois en 1992 et sombre dans la toxicomanie. Il entame parallèlement une carrière solo, puis réintégère les Red Hot Chili Peppers en 1999 pour l'enregistrement de l'album Californication.
Il poursuit sa carrière solo et entame de nombreuses collaborations notamment avec Omar Rodríguez-López. Il fonde par ailleurs le groupe Ataxia. Après avoir quitté les Red Hot Chili Peppers en 2009, il continue ses divers projets en solo ; il sort son onzième album studio PBX Funicular Intaglio Zone en septembre 2012.

## Discographie

### Carrière solo

#### Albums studios
| Title                                    | Album notes | Notes |
| ---------------------------------------- | --- | --- |
| Niandra LaDes and Usually Just a T-Shirt | - Label: American Recordings (#68-02) - Parution: 8 mars 1994 - Formats: CD, cassette, vinyle                                            | - Premier album solo. - Retiré du marché en 1998 à la demande de l'artiste. Ressorti depuis. - Pressage vinyle en octobre 2017 par le label Superior Viaduct – vinyle noir et rouge translucide (avec bonus 7" limité à 1 000 exemplaires)                           |
| Smile from the Streets You Hold          | - Label: Birdman (BMR #016) - Parution: 26 août 1997 - Formats: CD                                                                       | - Retiré du marché en 1998 à la demande de l'artiste, jamais réédité depuis,. - Possible ressortie |
| To Record Only Water for Ten Days        | - Label: Warner Records (#48045-2) - Parution: 13 février 2001 - Formats: CD, cassette, vinyle                                           | - Premier album solo édité chez Warner Bros. Records. - Pressage vinyle en janvier 2017 limité à 1 500 copies chez Twelve Suns records |
| From the Sounds Inside                   | - Label: auto-produit - Parution: 2001                                                                                                   | - Paru uniquement en ligne |
| Shadows Collide with People              | - Label: Warner Bros. Records (#2-48660) - Parution: 24 février 2004 - Formats: CD, vinyle                                               | - Premier album sur lequel Frusciante collabore avec Josh Klinghoffer et seul album avec Chad Smith. - Atteint la 191e place du Billboard Top 200; no 11 au classement Top Heatseekers, no 46 dans le Official German Album Chart ; no 53 dans les UK Albums Chart,. |
| The Will to Death                        | - Label: Record Collection (#48800-2) - Parution: 22 juin 2004 - Formats: CD, vinyle                                                     | - Atteint la 106e place des UK Albums Chart. |
| Inside of Emptiness                      | - Label: Record Collection (#48907-2) - Parution: 26 octobre 2004 - Formats: CD, vinyle                                                  | - Atteint la 34e place des Independent Albums chart. |
| Curtains                                 | - Label: Record Collection (#48595-2) - Parution: 1er février 2005 - Formats: CD, vinyle                                                 | |
| The Empyrean                             | - Label: Record Collection - Parution: 20 janvier 2009 - Formats: CD, vinyle                                                             | - Atteint la 151e place du Billboard Top 200; no 7 au Top Heatseekers ; no 105 UK Albums Chart,. |
| PBX Funicular Intaglio Zone              | - Label: Record Collection - Parution: 25 septembre 2012 - Formats: CD, vinyle, format numérique 32 bit / 96 000 kHz WAV files, cassette | - Atteint la 99e place German Official Album Chart. |
| Enclosure                                | - Label: Record Collection - Parution: 8 avril 2014 - Formats: CD, vinyle, cassette                                                      | - Atteint la 112e place des Belgium's Flanders Ultratop chart. |
| Renoise Tracks 2009-2011                 | - Label: auto produit sur Bandcamp - Parution: 24 novembre 2015 - Formats: téléchargement en ligne                                       | - Sortie internet uniquement - Compilation de titres réalisés entre 2009 et 2011. En téléchargement gratuit sur le Bandcamp de l'artiste, ainsi que d'autres pistes.                                                                                                 |

#### Extended Plays
| Title                 | Album notes |
| --------------------- | --- |
| Estrus EP             | - Label: Birdman Records - Édité avec le titre "Outside Space" - Parution: 1997 - Formats: Vinyle |
| Going Inside          | - Label: Warner Bros. Records - Édité avec les titres "Time Is Nothing", "So Would've I", "Last Hymn" et "Beginning Again" - Parution: 5 mars 5 2001 - Formats: CD |
| The Brown Bunny       | - Label: Tulip Records, Twelve Suns - Bande originale du film ; Frusciante y publie 5 chansons : - "Forever Away", "Dying Song", "Leave All the Days Behind", "Prostitution Song" et "Falling" - Parution: 4 mai 2004 / 26 avril 2014 (réédition) - Formats: CD, vinyle (bootleg), vinyle (officiel en 2014) limité à 1 000 copies [« The Brown Bunny 180g reissue » [archive du 21 février 2014] |
| DC EP                 | - Label: Record Collection (#48877-2) - Édité avec les titres "Dissolve", "Goals", "A Corner" et "Repeating" - Parution: 14 septembre 14 2004 - Formats: CD, vinyle |
| Letur-Lefr            | - Label: Record Collection - Édité avec les titres "In Your Eyes", "909 Day", "Glowe", "FM" et "In My Light" - Parution: 17 juillet 2012 - Formats: CD, vinyle, digital, 32 bit / 96 000 kHz WAV, cassette |
| Outsides,             | - Label: Record Collection - EP 3 titres et 1 bonus - Parution: 14 août 2013 - Formats: CD, vinyle, digital, 32 bit / 96 000 kHz WAV files, cassette |
| 4-Track Guitar Music, | - Label: auto-produit sur Bandcamp - EP 6 titres - Parution: 24 novembre 2015 - Formats: téléchargement en ligne |
| Foregrow              | - Label: Acid Test (Absurd Recordings) - Édité avec les titres "Foregrow", "Expre'act", "Lowth Forgue" et "Unf" - Parution: 16 avril 2016 (RSD vinyle noir) / 7 juin 2016 (CD) / 12 août 2016 (vinyle argent) - Formats: CD, vinyle |

#### Singles
| Title                         | Album/single notes | Notes |
| ----------------------------- | --- | --- |
| The Special 12 Singles Series | - Label : GSL - Parutions : physique 2005, digital 2006 - Vinyle 7" éclaboussé de jaune                                             | - "0=2", "0" enregistré au printemps 2003 - Publié en 2010 sous l'album de John Frusciante et Omar Rodriguez-Lopez - Credits : Omar A. Rodriguez-Lopez et John Frusciante                     |
| "Wayne"                       | - Auto-produit : 7 avril 2013 - Formats: « téléchargement en ligne » [archive du 22 avril 2016]                                     | - Écrit et dédié à la mémoire d'un ami, ancien responsable de tournée des Red Hot Chili Peppers, Wayne Forman                                                                                 |
| "Fight for Love"              | - Auto-produit : 24 novembre 2015 - Formats: « téléchargement en ligne » [archive du 7 janvier 2016] (consulté le 31 décembre 2015) | - Guitares, batterie électronique - "Enregistré un après-midi ensoleillé de novembre 2013" - Interprétation d'une chanson tirée du film Casa De Mi Padre de Will Ferrell et Génesis Rodríguez |
| "Medre"                       | - Auto-produit : 24 novembre 2015 - Formats: « téléchargement en ligne » [archive du 5 avril 2016] (consulté le 11 avril 2016)      | - Enregistré en 2008 |

#### Trickfinger
| Title                                     | Album notes | Notes |
| ----------------------------------------- | --- | --- |
| Sect In Sgt                               | - Label: Neurotic Yell Records - Parution: 30 juillet 2012 - Formats: Téléchargement gratuit en ligne              | - EP 2 titres de musique samplée publié sous le pseudonyme de Trickfinger - La version complète du titre principal sort gratuitement en ligne en novembre 2015 |
| Trickfinger                               | - Label: Acid Test (Absurd Recordings) - Parution: 7 avril 2015 - Formats: CD, vinyle                              | - Premier album d'acid house sorti sous le pseudonyme de Trickfinger                                                                                           |
| Trickfinger II                            | - Label: Acid Test (Absurd Recordings) - Parution: 8 septembre 2017 - Formats: CD, vinyle, téléchargement en ligne | - EP 6 titres enregistré en 2007 |
| Look Down, See Us                         | - Label: Evar Records - Parution: 29 mars 2020 - Formats: téléchargement en ligne                                  | - EP 4 titres |
| She Smiles Because She Presses the Button | - Label: Evar Records - Parution: 5 juin 2020 - Formats: CD, vinyle, téléchargement en ligne                       | - Album 6 titres |
| Maya                                      | - Label: Timesig - Parution: 23 octobre 2020 - Formats: CD, vinyle, téléchargement en ligne                        | |

#### Avec Josh Klinghoffer
| Title                            | Album notes                                                                              |
| -------------------------------- | ---------------------------------------------------------------------------------------- |
| A Sphere in the Heart of Silence | - Label: Record Collection (#48949-2) - Parution: 23 novembre 2004 - Formats: CD, vinyle |

#### Ataxia
| Title             | Album notes                                                           | Notes |
| ----------------- | --------------------------------------------------------------------- | --- |
| Automatic Writing | - Label: Record Collection - Parution: 10 août 2004 - Formats: CD, LP | - Première moitié des 10 titres créés lors d'une session du groupe en 2004. - Ataxia : John Frusciante à la guitare et au chant ; Joe Lally à la basse et Josh Klinghoffer à la batterie. |
| AW II             | - Label: Record Collection - Parution: 29 mai 2007 - Formats: CD, LP  | - Deuxième partie de la session de 2004 - Paru le même jour qu'un album où Frusciante paraît, Se Dice Bisonte, No Búfalo d'Omar Rodriguez-Lopez et Satellite Party                        |

### Avec Red Hot Chili Peppers

#### Studio albums
| Title                 | Album notes                                                 | Notes                                                                  |
| --------------------- | ----------------------------------------------------------- | ---------------------------------------------------------------------- |
| Mother's Milk         | - Label: EMI - Parution: 16 août 1989                       | - Premier album avec les Red Hot Chili Peppers                         |
| Blood Sugar Sex Magik | - Label: Warner Bros. Records - Parution: 24 septembre 1991 | - Frusciante quitte le groupe durant la tournée 1992                   |
| Californication       | - Label: Warner Bros. Records - Parution: 8 juin 1999       | - Album marquant le retour de Frusciante au sein du groupe,            |
| By the Way            | - Label: Warner Bros. Records - Parution: 9 juillet 002     |                                                                        |
| Stadium Arcadium      | - Label: Warner Bros. Records - Parution: 5 mai 2006        | - L'album reçoit 4 Grammy Awards. Frusciante quitte le groupe en 2009. |

#### Live et compilations
| Title                                   | Album notes                                                | Notes |
| --------------------------------------- | ---------------------------------------------------------- | --- |
| What Hits!?                             | - Label: EMI - Parution: 29 septembre 1992                 | - Compilation des Red Hot Chili Peppers sur laquelle Frusciante joue de la guitare sur "Higher Ground", "Knock Me Down", "Under the Bridge", "Show Me Your Soul", "Taste the Pain", "Johnny, Kick a Hole in the Sky" |
| Greatest Hits                           | - Label: Warner Bros. Records - Parution: 11 novembre 2003 | - Frusciante joue de la guitare sur toutes les chansons sauf "My Friends", jouée par Dave Navarro sur l'album One Hot Minute.                                                                                        |
| Red Hot Chili Peppers Live in Hyde Park | - Label: Warner Bros. Records - Parution: 26 juillet 2004  | - Seul album live complet du groupe. |
| Rock & Roll Hall of Fame Covers EP      | - Label: Warner Bros. Records - Parution: 1er mai 2012     | - Sortie numérique uniquement, en prévision de l'intronisation du groupe au Rock and Roll Hall of Fame en 2012. Frusciante apparaît sur 4 des 6 pistes.                                                              |

### Avec The Mars Volta

#### Studio albums
| Title                       | Album notes                                                                          | Notes                                                               |
| --------------------------- | ------------------------------------------------------------------------------------ | ------------------------------------------------------------------- |
| De-Loused in the Comatorium | - Label: GSL (GSL #75), Strummer, Universal (B#0000593-02) - Parution: 24 juin 2003  | - Guitare additionnelle et synthétiseur sur "Cicatriz ESP"          |
| Frances the Mute            | - Label: GSL (GSL #96), Strummer, Universal (B#0004129-02) - Parution: 1er mars 2005 | - Deux premiers solos de guitare sur "L'Via L'Viaquez"              |
| Amputechture                | - Label: GSL (GSL #126), Universal (B#0007214-02) - Parution: 12 septembre 2006      | - Guitare rythmique, guitare principale sauf sur "Asilos Magdalena" |
| The Bedlam in Goliath       | - Label: Universal (B#0010617-02) - Parution: 29 janvier 2008                        | - Guitare                                                           |
| Octahedron                  | - Label: Warner Bros. - Parution: Parution: 23 juin 2009                             | - Guitare                                                           |

### Avec Omar Rodríguez-López
| Title                                         | Album notes | Notes |
| --------------------------------------------- | --- | --- |
| A Manual Dexterity: Soundtrack Volume One     | - Label: Gold Standard Laboratories - Parution: 31 août 2004 - Formats: CD, double LP noir, numérique                                 | - Minimoog sur "Dyna Sark Arches" et "Here The Tame Go By" - Doepfer A-100 sur "Here The Tame Go By" - Guitare sur "Dramatic Theme" et "The Palpitations Form A Limit" |
| Se Dice Bisonte, No Búfalo                    | - Label: GSL - Parution: 29 mai 2007 - Formats: CD, LP, digital                                                                       | - Guitares sur "If Gravity Lulls, I Can Hear the World Pant" - Publié le même jour que l'album d'Ataxia AW II et Satellite Party                                       |
| Calibration (Is Pushing Luck and Key Too Far) | - Label: N2O Records - Parution: 15 décembre 2007 - Formats: CD, double LP, numérique                                                 | - Chants et paroles sur "Glosa Picaresca Wou Mên" |
| Omar Rodriguez Lopez & John Frusciante        | - Label: Sargent House, Rodriguez-Lopez Productions - Parution: 30 avril 2010 - Formats: CD, LP noir, LP rouge translucide, numérique | - Guitares, basse, synthétiseur |
| Sepulcros de Miel                             | - Label: Sargent House, Rodriguez-Lopez Productions - Parution: 30 mars 010 - Formats: LP violet, LP orange, numérique                | - Guitares |
| Arañas en la Sombra                           | - Label: Ipecac Recordings, ORL Projects - Parution: 26 août 2016 - Formats: CD, LP, numérique                                        | - Guitares additionnelles |

### Avec Speed Dealer Moms
| Title             | Album notes                                                                  | Notes |
| ----------------- | ---------------------------------------------------------------------------- | --- |
| Speed Dealer Moms | - Label: Planet Mu Records - Parution: 12 juin 2010 - Formats: LP, numérique | - Une collaboration de musique électronique expérimentale entre John Frusciante, Aaron Funk des Venetian Snares et Chris McDonald. |
| TBA               | - Label: Evar Records - Parution: 2020 - Formats: numérique                  | |

### Avec Swahili Blonde
| Title                       | Album notes                                                                           | Notes |
| --------------------------- | ------------------------------------------------------------------------------------- | --- |
| Man Meat                    | - Label: Manimal Vinyl - Parution: 4 août 2010 - Formats: CD, LP noir, numérique      | - Groupe de musique expérimentale avec son ancienne femme Nicole Turley. - Guitare, cheorus sur "Red Money" (reprise de David Bowie/Carlos Alomar) |
| Psycho Tropical Ballet Pink | - Label: Manimal Vinyl - Parution: 15 novembre 2011 - Formats: CD, LP bleu, numérique | - Guitare |
| Covers EP                   | - Label: Neurotic Yell Records - Parution: 16 mars 2012 - Formats: numérique          | - Guitare, chœurs sur "Red Money" |

### Avec Kimono Kult
| Title               | Album notes                                                                                            | Notes |
| ------------------- | --- | --- |
| Hiding In The Light | - Label: Neurotic Yell Records - Parution: 4 mars 2014 - Formats: téléchargement en ligne sur Bandcamp | - Un groupe comprenant des membres de Swahili Blonde, Bosnian Rainbows et Dante Vs Zombies dont Nicole Turley, Dante White-Aliano, Laena Geronimo, Omar Rodriguez-Lopez et Teri Gender Bender. Leur premier album est un EP 4 pistes paru sur Bandcamp. - Guitare sur "La Vida Es Una Caja Hermosa" et "La Cancion De Alejandra" |

### Avec Black Knights
| Title            | Album notes |
| ---------------- | --- |
| Medieval Chamber | - Label: Record Collection - Parution: 14 janvier 2014 - Producteur et collaborateur sur le second album des Black Knights                                                              |
| The Almighty     | - Label: Record Collection - Parution: 16 juin 2015 - Producteur et collaborateur - Une version instrumentale de l'album paraît sur le Bandcamp de Frusciante le 16 juin 2016           |
| Excalibur        | - Label: BlackBall'D Entertainment - Parution: 5 mars 2017 - Producteur et collaborateur - Une version instrumentale de l'album paraît sur le Soundcloud de Frusciante le 27 avril 2018 |

## Autres contributions et apparitions
| Title                                                                                       | Album notes | Notes |
| ------------------------------------------------------------------------------------------- | --- | --- |
| Kristen Vigard (Kristen Vigard)                                                             | - Label: Private Music - Parution: 21 août 1990                                                                             | - Composition et guitare sur "Slave to My Emotions" |
| Divine Love, Sex and Romance (Nina Hagen)                                                   | - Label: Mercury - Parution: 22 juin 1991                                                                                   | - Composition, production, guitare |
| Give Peace a Chance (Peace Choir)                                                           | - Label: Virgin - Parution: 1er juillet 1991                                                                                | - Guitare aux côtés de Flea à la basse. Un projet créé par Lenny Kravitz et Sean Ono Lennon |
| Anytime at All (Banyan)                                                                     | - Label: CyberOctave - Parution: 23 février 1999                                                                            | - Guitare sur "Grease the System" et "La Sirena" - Flea joue également sur "Grease the System" ainsi que sur "La Sirena" - Collectif d'une vingtaine de musiciens dirigé par le batteur de Jane's Addiction Stephen Perkins - Premier album de John Frusciante depuis sa guérison en 1998 |
| Rev (Perry Farrell)                                                                         | - Label: Warner Bros. - Parution: 11 novembre 1999                                                                          | - Guitare sur "Rev" aux côtés de Tom Morello et Stephen Perkins - Compilation de titres de Jane's Addiction, Porno For Pyros et travail solo |
| You Come and Go Like a Pop Song (The Bicycle Thief)                                         | - Label: Artemis, Musicrama, Goldenvoice - Parution: 21 septembre 1999 / réédité en 2001                                    | - Guitare sur "Cereal Song" - Seul album où figure Bob Forrest aux côtés de Josh Klinghoffer |
| Fishbone and the Familyhood Nextperience Present: The Psychotic Friends Nuttwerx (Fishbone) | - Label: Hollywood Records - Parution: 21 mars 2000                                                                         | - "Shakey Ground" (reprise de The Temptations) aux côtés de Flea et Chad Smith |
| A System for Shutting Everything Out (Kevin Haskins & Doug DeAngelis)                       | - Things Behind the Sun B.O                                                                                                 | - Non paru |
| Démos avec Milla Jovovich                                                                   | | - Guitare sur "Bring It On" - Non paru |
| Blowback (Tricky)                                                                           | - Label: ANTI-, Hollywood Records - Parution: 2 juillet 2001                                                                | - Guitare sur "Girls" aux côtés d'Anthony Kiedis - Guitare et chœurs sur "#1 Da Woman" avec Flea et Josh Klinghoffer |
| The Id (Macy Gray)                                                                          | - Label: Epic - Parution: 17 septembre 2001                                                                                 | - Guitare sur "Sweet Baby" avec Erykah Badu |
| 24 Hour Party People Soundtrack (Various)                                                   | - Label: FFRR - Parution: 9 avril 2002                                                                                      | - Guitare sur "New Dawn Fades" (reprise de New Order) avec Moby et Billy Corgue |
| American IV: The Man Comes Around (Johnny Cash)                                             | - Label: American Recordings, Universal - Parution: 5 novembre 2002                                                         | - Guitare sur "Personal Jesus" (reprise de Depeche Mode) - Guitare sur "We'll Meet Again" (Ross Parker, Hughie Charles) |
| We're a Happy Family: A Tribute to Ramones (Various)                                        | - Label: Columbia - Parution: 11 février 2003                                                                               | - Guitare sur "Today Your Love, Tomorrow the World" et "Havana Affair" avec les Red Hot Chili Peppers (reprise des Ramones) - Enregistré durant les sessions d'enregistrement de By the Way                                                                                               |
| Dragonfly (Ziggy Marley)                                                                    | - Label: Private Music - Parution: 15 avril 2003                                                                            | - Guitare sur "Rainbow in the Sky" avec Flea |
| Underworld OST (Various)                                                                    | - Label: Lakeshore - Parution: 2 septembre 2003                                                                             | - Guitare sur "Bring Me the Disco King" (reprise de David Bowie, remixée par Danny Lohner) avec Maynard James Keenan, Milla Jovovich et Josh Freese |
| Unearthed (Johnny Cash)                                                                     | - Label: American Recordings, Universal - Parution: 25 novembre 2003                                                        | - Guitare sur "Heart of Gold" (reprise de Neil Young) avec les Red Hot Chili Peppers |
| Tempo Technik Teamwork (Ekkehard Ehlers)                                                    | - Label: Staubgold Germany - Parution: 19 octobre 2004                                                                      | - Guitare sur "Grisaisse 1" |
| The Word Is Live (Yes)                                                                      | - Label: Rhino - Parution: 23 août 2005                                                                                     | - Liner notes |
| Music for the Divine (Glenn Hughes)                                                         | - Label: Frontiers Records (Europe), Yamaha (Japon) - Demolition Records (US), Sony BMG (Australie) - Parution: 9 juin 2006 | - Guitare et chœurs sur "Nights in White Satin" (reprise de The Moody Blues) - Guitare sur "This Is How I Feel" - Album produit et interprété par Chad Smith |
| Modern Folk and Blues: Wednesday (Bob Forrest)                                              | - Label: Lakeshore - Parution: 19 septembre 2006                                                                            | - Guitare et chœurs sur "Dying Song" (sa propre chanson sur la B.O de The Brown Bunny) - Guitares |
| Samurai Workout                                                                             | - DVD by John's stepfather with some guitare tracks                                                                         | |
| Ultra Payloaded (Satellite Party)                                                           | - Label: Columbia - Parution: 29 mai 2007 - Formats: CD, téléchargement en ligne                                            | - Guitare sur "Hard Life Easy" avec Flea |
| The Dub Room Special (Frank Zappa)                                                          | - Label: Zappa - Parution: 24 août 2007                                                                                     | - Liner notes for soundtrack of the film |
| Hourglass (Dave Gahan (chanteur de Depeche Mode))                                           | - Label: Mute, Virgin - Parution: 22 octobre 2007                                                                           | - Guitar on "Saw Something" |
| 8 Diagrams (Wu-Tang Clan)                                                                   | - Parution : 11 décembre 2007 - Formats: CD, vinyle, téléchargement en ligne                                                | - Guitare sur "The Heart Gently Weeps" (réinterprétation de George Harrison) avec RZA, George Drakoulias, Erykah Badu et Dhani Harrison |
| Digi Snacks (RZA)                                                                           | - Parution : 24 juin 2008 - Formats: CD, vinyle, téléchargement en ligne                                                    | - Guitare et coproduction sur "Up Again" avec George Clinton et Kinetic 9 - Guitare sur "You Can't Stop Me Now" |
| George Clinton and His Gangsters of Love (George Clinton)                                   | - Label: Shanachie - Parution : 16 septembre 2008 - Formats: CD                                                             | - Guitare sur "Let the Good Times Roll" avec les Red Hot Chili Peppers - Dernière chanson enregistrée par Frusciante comme membre des Red Hot Chili Peppers |
| The Spirit of Apollo (N.A.S.A. (North America/South America))                               | - Label: ANTI- - Parution: 17 février 2009                                                                                  | - Guitare sur "Way Down" avec RZA et Barbie Hatch |
| Exquisite Corpse (Warpaint)                                                                 | - Label: Manimal - Parution : 2008 (self release) 6 octobre 2009(large release) - Formats: CD, téléchargement en ligne      | - Mixed - Mellotron sur "Billie Holiday", avec Josh Klinghoffer à la batterie |
| Vol. 1 (VAGENDA / Nicole Turley)                                                            | - Label: Neurotic Yell Records - Parution : 12 mai 2012 - Formats: téléchargement en ligne sur Bandcamp                     | - Guitare sur "I Wanta Go" - Guitare sur "The Golden Corale" avec Viv Albertine (Swahili Blonde remix) |
| DOXXOLOGY (BIG DOXX (Kehinde "Doxx" Cunningham & Nicole Turley))                            | - Label: Neurotic Yell Records - Parution: 12 décembre 2012                                                                 | - Guitare sur "Indigenous Rhythm" |
| You're the Father of My Songs (Amanda Jo Williams)                                          | - Label: Neurotic Yell Records - Parution : 21 mai 2013 - Formats: vinyl 12", téléchargement en ligne                       | - Piano, orgue |
| Vol. 2 (VAGENDA / Nicole Turley)                                                            | - Label: Neurotic Yell Records - Parution: 21 novembre 2013                                                                 | - Guitare sur "H (heart) H" (WEAVE! remix) - Original WEAVE! EP, New Funk Romance, 24 juillet 2012 |
| Pleasure Pyramid (Sexual Castle (Ivory Lee Carlson & Nicole Turley))                        | - Label: Neurotic Yell Records - Parution: TBA 20 avril 2014 (demos)                                                        | - Guitare sur "Flip The Scrip" |
| Paper Gods (Duran Duran)                                                                    | - Label: Warner Bros. - Parution: 11 septembre 2015 - Formats: vinyle 12", CD, téléchargement en ligne                      | - Guitare sur "What Are the Chances?", "Butterfly Girl" et "The Universe Alone" - Guitare sur "Northern Lights" (Deluxe version) |
| A Raw Youth (Le Butcherettes)                                                               | - Label: Ipecac - Parution: 18 septembre 2015 - Formats: vinyle 12", CD, téléchargement en ligne                            | - Group's third full-length, produced by Omar - Guitare et basse électronique sur "My Half" |
| Mahandini (Dewa Budjana)                                                                    | - Label: Dawaiku Records - Parution: 10 décembre 2018 - Formats: vinyle 12", CD, cassette, téléchargement en ligne          | - Guitare et chant sur des versions retravaillées de Frusciante : "Crowded" et "Zone" de l'album Enclosure |
| TBA Tribute Album (Various artists)                                                         | - Label: TBA - Parution: 2020                                                                                               | - Album célébrant Gang of Four et le guitariste Andy Gill décédé le 1er février 2020. - Guitare avec Flea et le chœur du Silverlake Conservatory of Music |
| The Album (AcHoZeN)                                                                         | - Label: urSESSION - Parution: TBA                                                                                          | - Projet avec Shavo Odadjian (chant, guitare), RZA (chant, claviers, samples, rythmes, guitare), Kinetic 9 (chant), Reverend William Burke (chant) |

## DVD et vidéos

### Clips solos
| Année | Titre              | Réalisateur     |
| ----- | ------------------ | --------------- |
| 1997  | "Life's a Bath"    | M. Polish       |
| 2001  | "Going Inside"     | Vincent Gallo   |
| 2005  | "The Past Recedes" | Mike Piscitelli |

L'entièreté de l'album To Record Only Water for Ten Days a été séquencé en une série de courts films expérimentaux réalisés par Vincent Gallo en 2001. Il n'y a jamais eu de sortie officielle, bien que des vidéos ait été diffusées sur MTV2.

### Red Hot Chili Peppers

#### DVD
| Titre                | Informations |
| -------------------- | --- |
| Funky Monks          | - Distribué par : Warner Bros. Records - Réalisé par Gavin Bowden - Formats: VHS et DVD                                                                                                 |
| Off the Map          | - Distribué par: Warner Bros. Records - Compilé et réalisé par Dick Rude - Formats: VHS et DVD                                                                                          |
| Live at Slane Castle | - Distribué par: Warner Bros. Records - Parution: 17 novembre 2003 - Réalisé par Nick Wickham; enregistré à Slane Castle, Comté de Meath, Irlande le 23 août 2003 - Formats: DVD et UMD |

#### Clips
| Year | Title                  | Director(s)                                                              |
| ---- | ---------------------- | ------------------------------------------------------------------------ |
| 1989 | "Higher Ground"        | Drew Carolan                                                             |
| 1989 | "Knock Me Down"        | Drew Carolan                                                             |
| 1990 | "Taste the Pain"       | Tom Stern and Alex Winter                                                |
| 1990 | "Show Me Your Soul"    | Bill Stobaugh                                                            |
| 1991 | "Give It Away"         | Stéphane Sednaoui                                                        |
| 1992 | "Under the Bridge"     | Gus Van Sant                                                             |
| 1992 | "Suck My Kiss"         | Images tirées du film documentaire Funky Monks, réalisé par Gavin Bowden |
| 1999 | "Scar Tissue"          | Stéphane Sednaoui                                                        |
| 1999 | "Around the World"     | Stéphane Sednaoui                                                        |
| 2000 | "Otherside"            | Jonathan Dayton et Valerie Faris                                         |
| 2000 | "Californication"      | Jonathan Dayton et Valerie Faris                                         |
| 2000 | "Road Trippin'"        | Jonathan Dayton et Valerie Faris                                         |
| 2002 | "By the Way"           | Jonathan Dayton et Valerie Faris                                         |
| 2002 | "The Zephyr Song"      | Jonathan Dayton et Valerie Faris                                         |
| 2003 | "Can't Stop"           | Mark Romanek                                                             |
| 2003 | "Universally Speaking" | Dick Rude                                                                |
| 2003 | "Fortune Faded"        | Laurent Briet                                                            |
| 2006 | "Dani California"      | Tony Kaye                                                                |
| 2006 | "Tell Me Baby"         | Jonathan Dayton and Valerie Faris                                        |
| 2006 | "Snow ((Hey Oh))"      | Nick Wickham                                                             |
| 2007 | "Desecration Smile"    | Gus Van Sant                                                             |
| 2007 | "Hump de Bump"         | Chris Rock                                                               |